# Gare de Nevers-le-Banlay
La gare de Nevers-le-Banlay est une gare ferroviaire française de la ligne de Nevers à Chagny, située à Nevers dans le département de la Nièvre en région Bourgogne-Franche-Comté. C'est l'une des gares secondaires de la ville dont la gare principale est la gare de Nevers.
C'est une halte ferroviaire de la Société nationale des chemins de fer français (SNCF), elle est desservie par des trains express régionaux de Bourgogne-Franche-Comté (TER Bourgogne-Franche-Comté).

## Situation ferroviaire
Établie à 194 m d'altitude, la gare de Nevers-le-Banlay est située au point kilométrique (PK) 3,500 de la ligne de Nevers à Chagny entre les gares de Nevers-les-Perrières et la Imphy.

## Service des voyageurs

### Accueil
Halte SNCF, c'est un point d'arrêt non géré (PANG) (vente des billets en gare de Nevers), équipé de deux quais avec abris.

### Desserte
Nevers-le-Banlay est desservie par des trains TER Bourgogne-Franche-Comté qui circulent sur les lignes Nevers - Cosne-Cours-sur-Loire et Autun - Étang-sur-Arroux - Nevers.  

### Intermodalité
Cette gare est desservie à proximité par la ligne 4 du réseau de Bus Taneo à l'arrêt Simone de Beauvoir.